# Chagrin constant
Chagrin constant est le quatorzième épisode de la vingt-septième saison de la série télévisée Les Simpson et le 588e épisode de la série. Il est sorti en première sur le réseau Fox le 21 février 2016.

## Synopsis
Accusé par Marge de ne pas être un bricoleur, Homer se lance dans une série de travaux aux conséquences désastreuses. Pendant le même temps, Bart loue sa chambre à une vagabonde. Celle-ci est ensuite hébergée gratuitement par Lisa qui l'encourage à relancer sa carrière musicale mais malheureusement, celle-ci retombe dans la drogue et rate le grand concert qui avait été organisé pour elle.